# Antonio Martelli

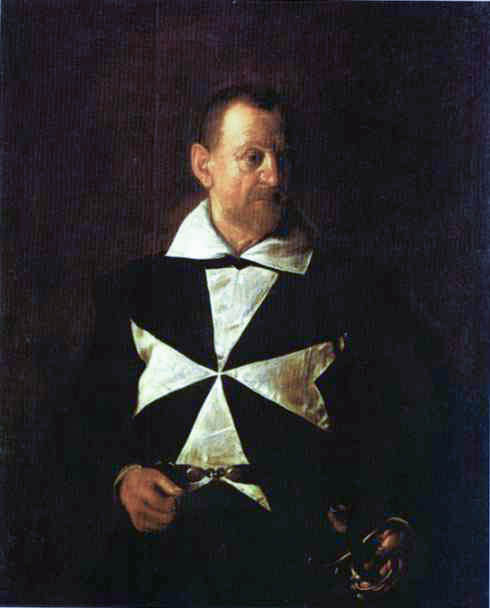
Antonio Martelli, geportretteerd door Caravaggio.

Antonio Martelli (Florence, 1534 - 5 november 1618) was een Italiaanse condottiere en ridder in de Orde van Malta.

## Biografie
Antonio Martelli werd geboren als de zoon van Pandolfi Martelli. Zijn vader moest de stad als banneling verlaten na een meningsverschil met de Medicifamilie. In 1558 werd hij opgenomen in de Orde van Malta. Binnen de Orde bekleedde hij verschillende functies, zo was hij onder andere commandant van Città di Castello en was hij prior van Messina. In 1599 verzoende hij zich met de Medici's en werd hij door hen benoemd tot gouverneur van Livorno en 1617 kreeg hij benoeming als artilleriegeneraal van het groothertogdom Toscane. Tussen 1608 en 1609 vervaardigde de schilder Caravaggio van hem een schilderij dat thans te bewonderen is in het Galleria Palatina.